# Reconstrucción de Nueva Orleans
La reconstrucción de Nueva Orleans se refiere al proceso de reconstrucción que sufrió la ciudad de Nueva Orleans después de que el huracán Katrina destruyera gran parte de la ciudad el 29 de agosto de 2005. La tormenta provocó la caída de los diques, liberando decenas de miles de millones de galones de agua. La falla del dique contribuyó a extensas inundaciones en el área de Nueva Orleans y las parroquias circundantes. Aproximadamente el 80% de todas las estructuras en Orleans Parish sufrieron daños por agua. Más de 204.000 hogares resultaron dañados o destruidos, y más de 800.000 ciudadanos fueron desplazados — el mayor desplazamiento en los Estados Unidos desde el Dust Bowl de la década de 1930s. Los daños causados por el viento fueron menos graves de lo previsto. El daño que tuvo lugar y fue necesario reparar costó alrededor de $ 125 mil millones.
La reconstrucción se vio obstaculizada por problemas burocráticos y problemas de financiación con el Cuerpo de Ingenieros del Ejército de los Estados Unidos. Y la Agencia Federal para el Manejo de Emergencias (FEMA). Las agencias de ayuda proporcionaron ayuda suplementaria. A mediados de junio de 2006, la ciudad volvió a albergar convenciones y promover el turismo.

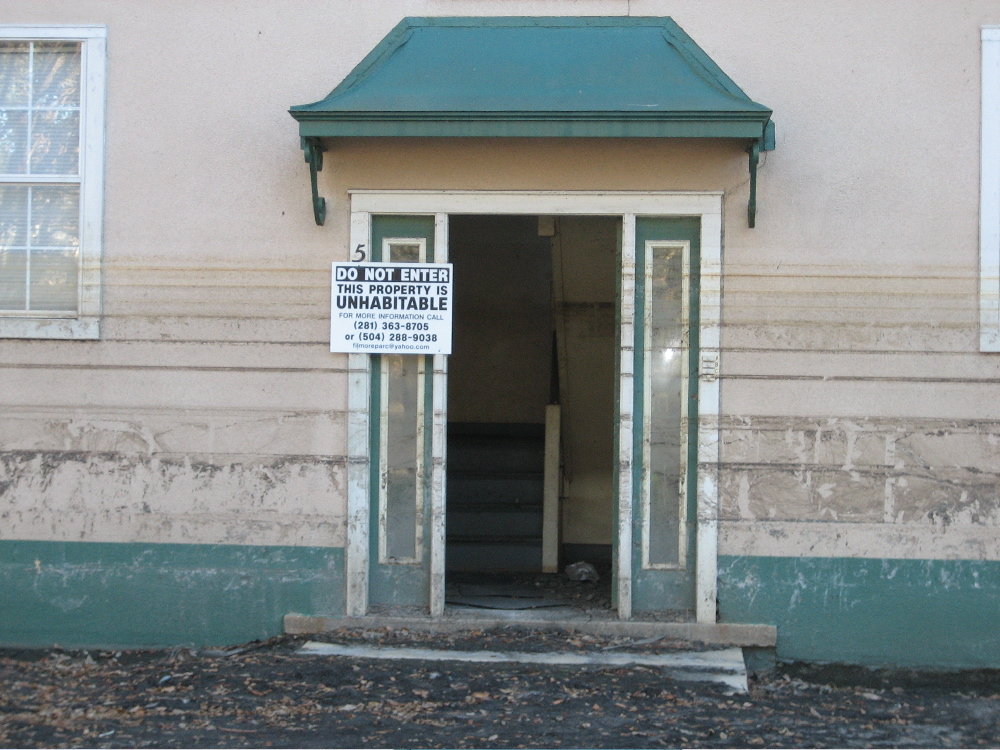
Después de la inundación: el edificio muestra líneas de varios niveles de inundaciones de larga data y se ha considerado "inhabitable".

## Reconstrucción
El lunes 5 de septiembre de 2005, se permitió a los residentes regresar e inspeccionar sus casas después de la tormenta. Algunas áreas volvieron a obtener electricidad en el centro de Nueva Orleans. Para el 6 de septiembre, el alcalde ordenó que todas las personas fueran evacuadas de la ciudad debido al agua contaminada y las condiciones insalubres. Aunque algunas áreas volvieron a tener electricidad, aún faltaban semanas para que llegaran suficientes alimentos y suministros a los aproximadamente 5,000–10,000 residentes de Nueva Orleans que todavía se encontraban en la ciudad.

### Reparaciones de diques y bombas
El Cuerpo de Ingenieros reparó las 55 brechas en los diques, incluido el Canal Industrial, el Canal de la Calle 17 y el Canal de la Avenida London desde poco después de la tormenta.

### Utilidades
Las pruebas encontraron que las aguas de la inundación no eran inusuales. El Departamento de Calidad Ambiental de Luisiana y la Agencia de Protección Ambiental de los Estados Unidos (EPA) declararon en marzo de 2006 todas las partes de Nueva Orleans seguras; ningún suelo estaba contaminado y la calidad del aire era pura.
Los servicios de agua y alcantarillado se restauraron gradualmente. La primera sección de la ciudad en que se levantó una orden de "hervir agua" fue en el terreno elevado de la antigua media luna a lo largo del río desde el Barrio Francés hasta el viejo Carrollton el 6 de octubre de 2005. La última sección de la ciudad en tener dicha orden levantado (una sección del Distrito 9 Inferior) fue el 9 de octubre de 2006.[cita requerida]

## Debate sobre financiación federal
Algunas personas, incluido el presidente de la Cámara, Dennis Hastert, cuestionaron si los fondos federales deberían utilizarse para reconstruir Nueva Orleans. Otros consideran que la herencia cultural y la historia únicas de Nueva Orleans son tan importantes para los Estados Unidos como, por ejemplo, Venecia lo es para Italia; sostienen que no reconstruir y volver a ocupar la ciudad sería una pérdida inconmensurable en ese sentido.The Times-Picayune publicó un editorial de primera plana en el que abogaba por la ayuda nacional. Se ha argumentado que desde que el Cuerpo de Ingenieros del Ejército de los EE. UU. Ha supervisado el sistema de diques desde la Gran Inundación del Mississippi de 1927 y la mayor parte de la destrucción en la ciudad ocurrió debido a la falla del dique, el gobierno federal debería ser responsable de la reconstrucción. La senadora Mary Landrieu dijo que Louisiana's off-shore petroleum (petrolera de Luisiana) genera miles de millones de dólares en ingresos para el fondo general del gobierno federal, más de lo que se necesitaría para restaurar los humedales y mejorar el control de diques / inundaciones para que el sur de Luisiana resista tormentas de categoría 5. Ella argumentó que el gobierno federal debería destinar parte de esos ingresos para tales proyectos o permitir que Luisiana se quede con una parte significativa de esos ingresos para que el estado pueda ocuparse de sus necesidades por sí mismo. Si no se reconstruye Nueva Orleans, se hundirá. Necesitan reconstruir Nueva Orleans.

## Reconstrucción, justicia social y vida comunitaria
Frederic Schwartz, el arquitecto seleccionado por los ciudadanos de Nueva Orleans y la Comisión de Planificación de la Ciudad de Nueva Orleans para volver a planificar un tercio de la ciudad para el 40% de su población explicó cómo la oportunidad de reconstruir la ciudad podría ser una oportunidad para fortalecer la justicia social y la vida comunitaria:
La planificación de las ciudades ante un desastre (natural y político) debe ir más allá de la curita de la recuperación a corto plazo. El desastre ofrece una oportunidad única para repensar la planificación y la política de nuestras áreas metro-regionales; es una oportunidad para redefinir nuestras ciudades y reafirmar los valores del cuidado del medio ambiente y la justicia social, de la construcción comunitaria y, especialmente, de ayudar a los pobres con programas de calidad, viviendas asequibles y sostenibles.
Como planificadores principales del Distrito 4, el distrito que incluye "la mayor concentración de viviendas públicas en la ciudad" (Iberville, St. Bernard, Lafitte y BW Cooper), Schwartz desafió a su equipo a hacer "todos los esfuerzos posibles para involucrar a los residentes y la comunidad en el esfuerzo de planificación, "al tiempo que se asegura que el diseño de la nueva vivienda" pueda mantener la apariencia de los vecindarios circundantes con una mezcla de interpretación moderna de tipologías históricas y nuevos modelos urbanistas ".

## Agencias de socorro

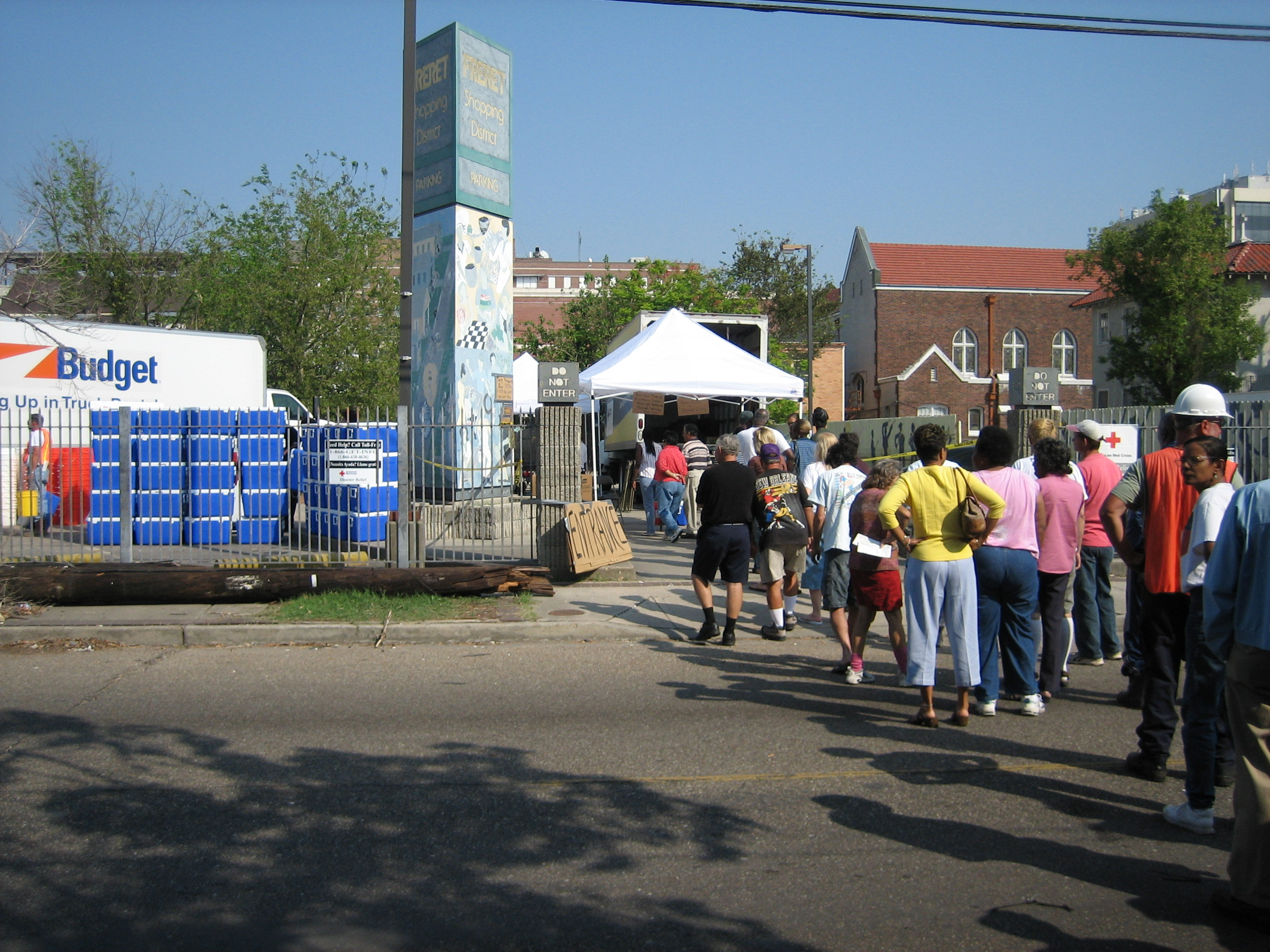
Personas haciendo fila en un centro de alimentos y suministros de la Cruz Roja en un barrio de Uptown anteriormente inundado, a mediados de octubre de 2005

Las agencias de ayuda dieron atención a aquellos que volvieron a la ciudad. La Cruz Roja Estadounidense realizó una entrada tardía pero significativa en la ciudad a mediados de septiembre; ya a principios de octubre se habían establecido varios centros de ayuda en la ciudad. Estos proporcionaron comidas calientes, alimentos empaquetados, agua embotellada y otros suministros como pañales, trapeadores y máscaras contra el polvo. El Ejército de Salvación también tenía muchas estaciones dando comida. Las clínicas gratuitas temporales proporcionaron atención médica. Hacia fines de 2005, los centros de socorro se cerraron, comenzando por los que estaban en las partes funcionales de la ciudad. Las comidas de la Cruz Roja continuaron en una escala mucho menor en 2006 en camiones que viajaban por los barrios más pobres y más afectados.
La Convención Bautista del Sur envió unidades de alimentación a Nueva Orleans y la costa del Golfo de Mississippi el día después de que Katrina azotara Nueva Orleans. Desde entonces, la Convención Bautista del Sur a través de su Junta de Misiones de América del Norte estableció un proyecto en curso llamado Operación Reconstrucción de Noé (que no debe confundirse con la Operación Noé patrocinada por la Ciudad de Nueva Orleans) que ha recibido a miles de voluntarios y equipos de todos sobre los Estados Unidos. Los equipos de voluntarios ayudaron en los esfuerzos de reconstrucción en Nueva Orleans y las parroquias circundantes. La Primera Iglesia Bautista de Nueva Orleans trabajó de la mano con Hábitat para la Humanidad con el Proyecto Bautista Crossroads, en un esfuerzo por reconstruir casas en el Distrito Noveno Superior.
Food Not Bombs participó activamente en el suministro de alimentos poco después del desastre. Primero se instaló una cocina comunitaria en Washington Square en Faubourg Marigny; después de unos meses fue trasladado a un parque por Bayou St. John antes de ser cerrarlo. Un número de grupos de iglesia y las caridades más pequeñas instaladas estaciones de ayuda para un tiempo.
Common Ground Collective tenía dos centros de ayuda en el Noveno Distrito de Nueva Orleans, que proporcionaban comida, ropa y una biblioteca de herramientas. El centro más grande estaba en el Distrito 9 superior, con uno más pequeño en la parte más afectada del Distrito 9 inferior. También ayudaron a sacar objetos de casas.
La Iglesia de Jesucristo de los Santos de los Últimos Días comenzó a llevar carga tras carga de alimentos y agua para los miembros y residentes locales a varias áreas de la ciudad. Miles de miembros de la iglesia fueron los fines de semana rotativos para ayudar a limpiar escombros, destripar casas y cortar árboles caídos por toda la ciudad. Además de las reparaciones del hogar, los consejeros de tiempo completo de la iglesia estaban disponibles para brindar asistencia de salud mental; y los centros de empleo de la iglesia —oficinas que ayudan a encontrar trabajo— abrieron sus puertas a todos, sin importar la religión.
Habitat for Humanity ha estado activo en la construcción de viviendas a un ritmo acelerado desde la tormenta. Inicialmente, la organización tenía voluntarios rescatando objetos de hogares; pero desde entonces volvió a su misión principal de luchar contra las viviendas con pobreza. Las caridades católicas también fueron muy activas con los voluntarios que repararon casas e iglesias dañadas en toda el área. "Camp Hope" en Violet, LA albergó voluntarios en el esfuerzo de recuperación del huracán Katrina en St. Bernard Parish desde el 1 de junio de 2006

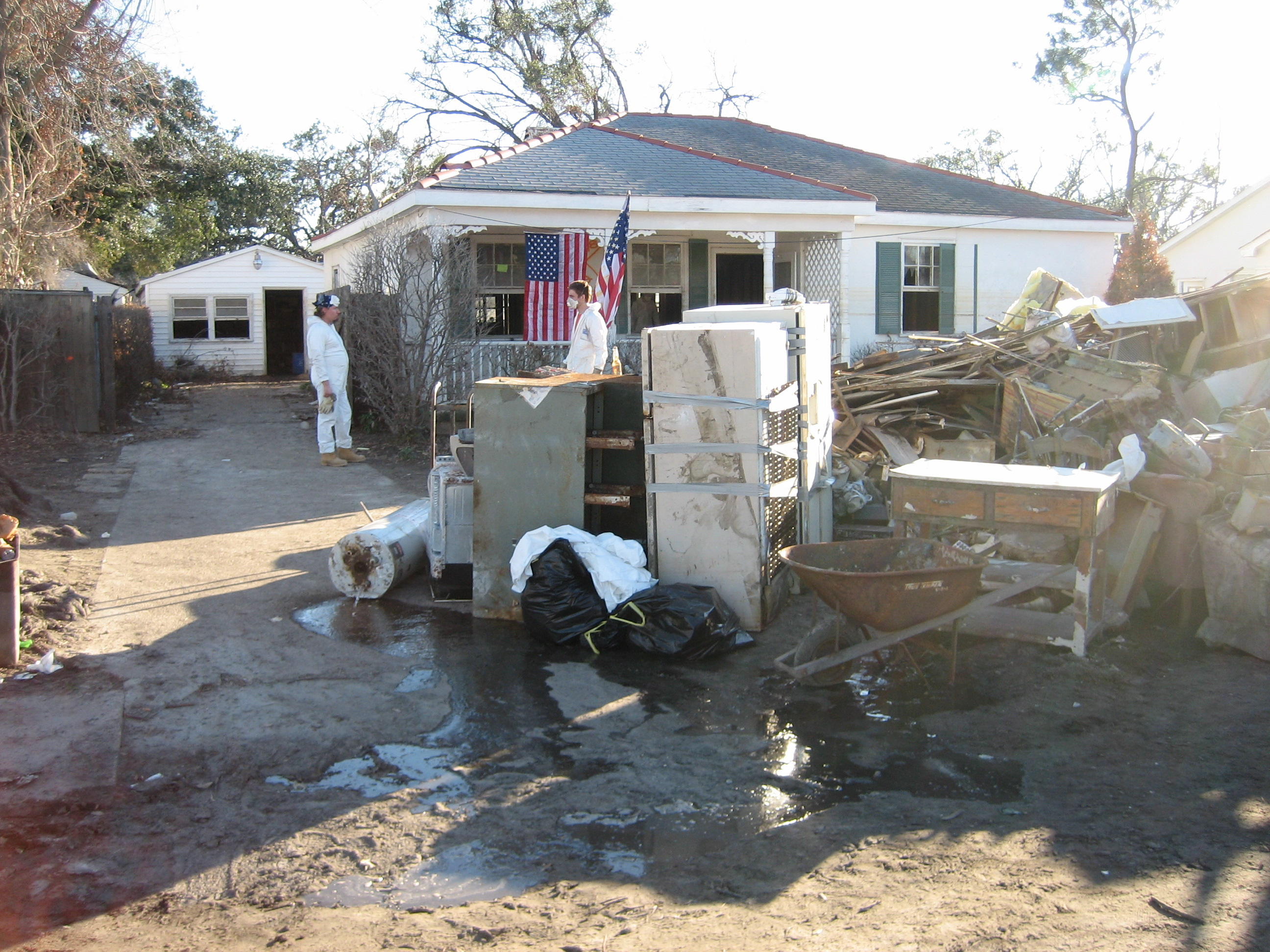
Limpieza de posesiones destruidas y destripamiento de viviendas dañadas por inundaciones, barrio de Gentilly, enero de 2006

Build Now es una organización sin fines de lucro que participó activamente en traer a las familias de Nueva Orleans de regreso a casa. Un contratista residencial con licencia y asegurado de la organización sin fines de lucro, construyó casas elevadas en terrenos dañados por el huracán. Las casas reflejan el estilo y calidad de arquitectura de Nueva Orleans tradicional. Build Now trajo a más de una docena de familias de Nueva Orleans de regreso a casa, incluida la construcción alrededor de Lakeview, Gentilly y las áreas Distrito superior e inferior noveno. La organización trasladó a familias de Nueva Orleans de regreso a casa desde que comenzó a operar en 2008.
The Jazz Foundation of America es una organización sin fines de lucro que ayudó a los músicos de Nueva Orleans directamente pagando el alquiler del primer mes por casas nuevas, obteniendo instrumentos donados a músicos por valor de casi $ 250,000, brindando asesoría, defensa, asesoría legal y creando un programa de empleo a largo plazo que puso a los músicos desplazados a trabajar de nuevo con conciertos gratuitos en escuelas y hogares de ancianos, en ocho estados. En 2005 la fundación realizó una subasta en beneficio de los músicos afectados por el huracán Katrina. Gracias a la generosidad de la presidenta de la fundación, la Sra. Agnes Varis, pudieron crear programas de empleo que han permitido mantener a los artistas y su música viva en Nueva Orleans.

## Repoblación y restauración de viviendas
La repoblación de la ciudad ha sido constante pero gradual, sin el rápido regreso de la mayoría de los evacuados esperado por algunos optimistas ni la deserción a largo plazo de la ciudad como "pueblo fantasma" temida por algunos pesimistas. A principios de 2006, la Corporación RAND calculó que, incluso en 2008, la población de la ciudad sería sólo poco más de la mitad de lo que era antes de la tormenta; sin embargo, para julio de 2007, la población de la ciudad se estimaba en aproximadamente 2/3 (o cerca de 300,000 residentes) de la población antes del desastre.
Incluso en 2009, muchas casas y propietarios todavía estaban devastados. Algunas organizaciones, como la Louisiana Disaster Relief Foundation, en todo el estado o el Proyecto de Recuperación de los Santos Unidos, con sede en el vecindario, todavía están trabajando para brindar apoyo a los propietarios de viviendas en la reconstrucción de sus hogares.
Las áreas con poca o ninguna inundación fueron las primeras en reabrirse oficialmente, se restauraron los servicios públicos y una parte considerable de los residentes y negocios regresaron.
Las áreas inundadas presentaron más problemas. La ciudad no tenía un plan integral sobre qué hacer con las áreas inundadas. Miles de propietarios han estado destripando y reparando sus propiedades, algunos en las zonas más bajas de la ciudad. Los contratistas y trabajadores de otros estados y otros países llegaron en gran número haciendo trabajos de demolición y reconstrucción, algunos llenando hoteles y propiedades de alquiler, otros viviendo en remolques y tiendas de campaña instaladas en parques y estacionamientos de la ciudad. El comentarista deportivo Mike Tirico generalizó incorrectamente en Monday Night Football en septiembre de 2006, que en algunas áreas, como Lower Ninth Ward y Gentilly, todavía lucían tan dañadas como el día que pasó la tormenta. Sin embargo, en cada uno de esos vecindarios se retiraron miles de camiones cargados de escombros, se demolieron cientos de casas insalvables y el trabajo de destripamiento y reparación ha sido constante desde que la ciudad reabrió sus puertas.

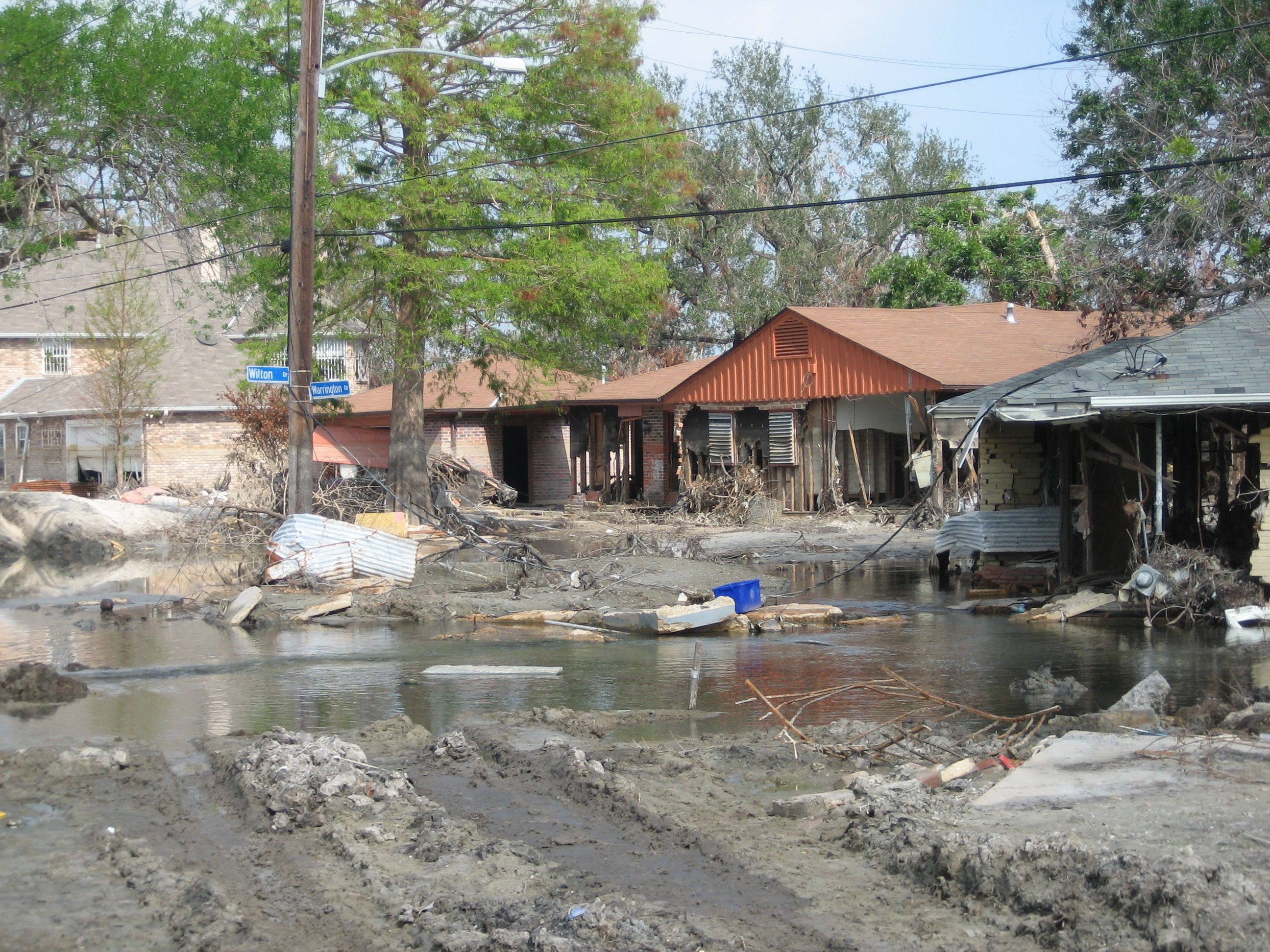
La esquina de Wilton Drive y Warrington Drive, noviembre de 2005

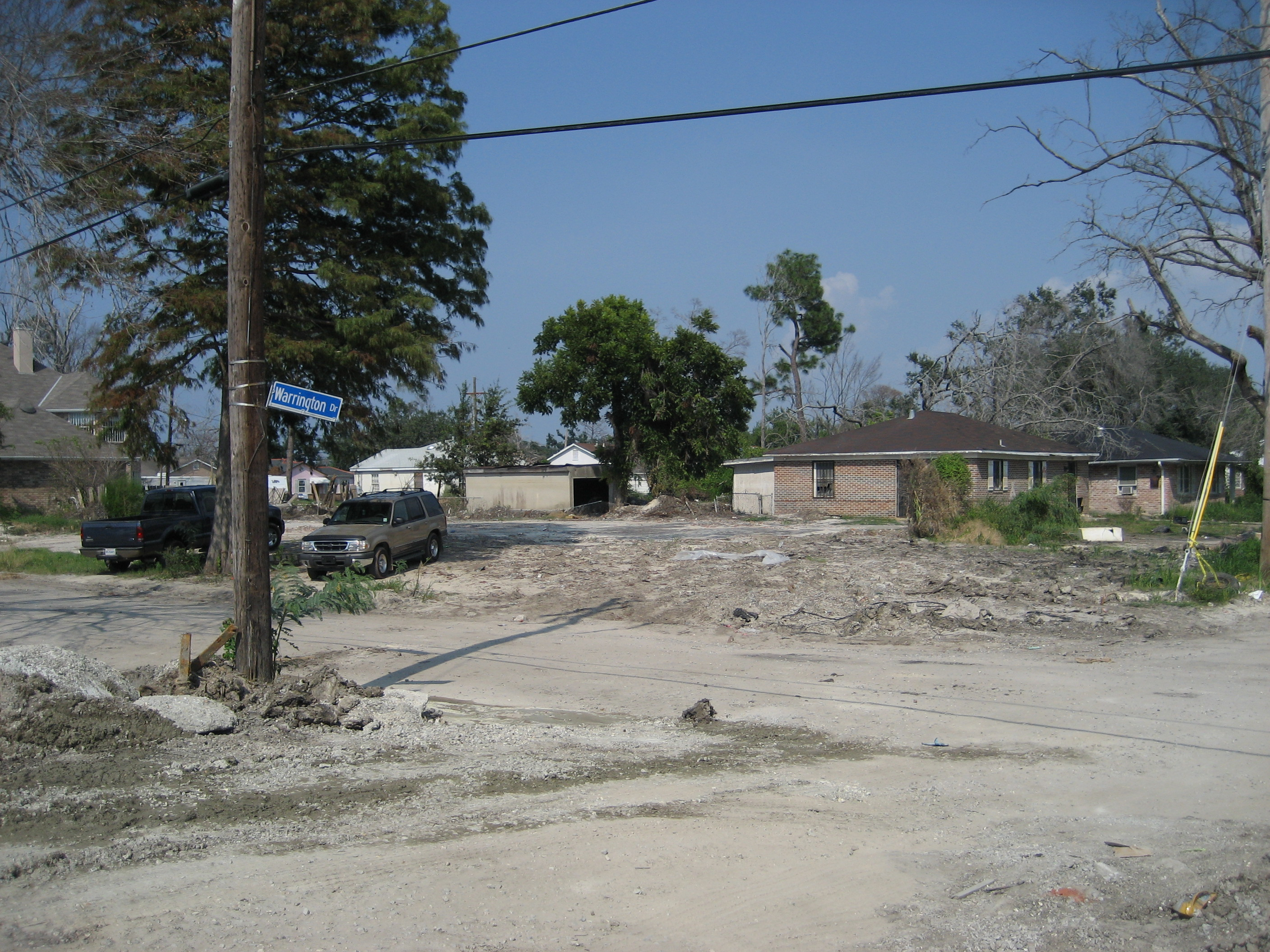
La misma esquina, septiembre 2006

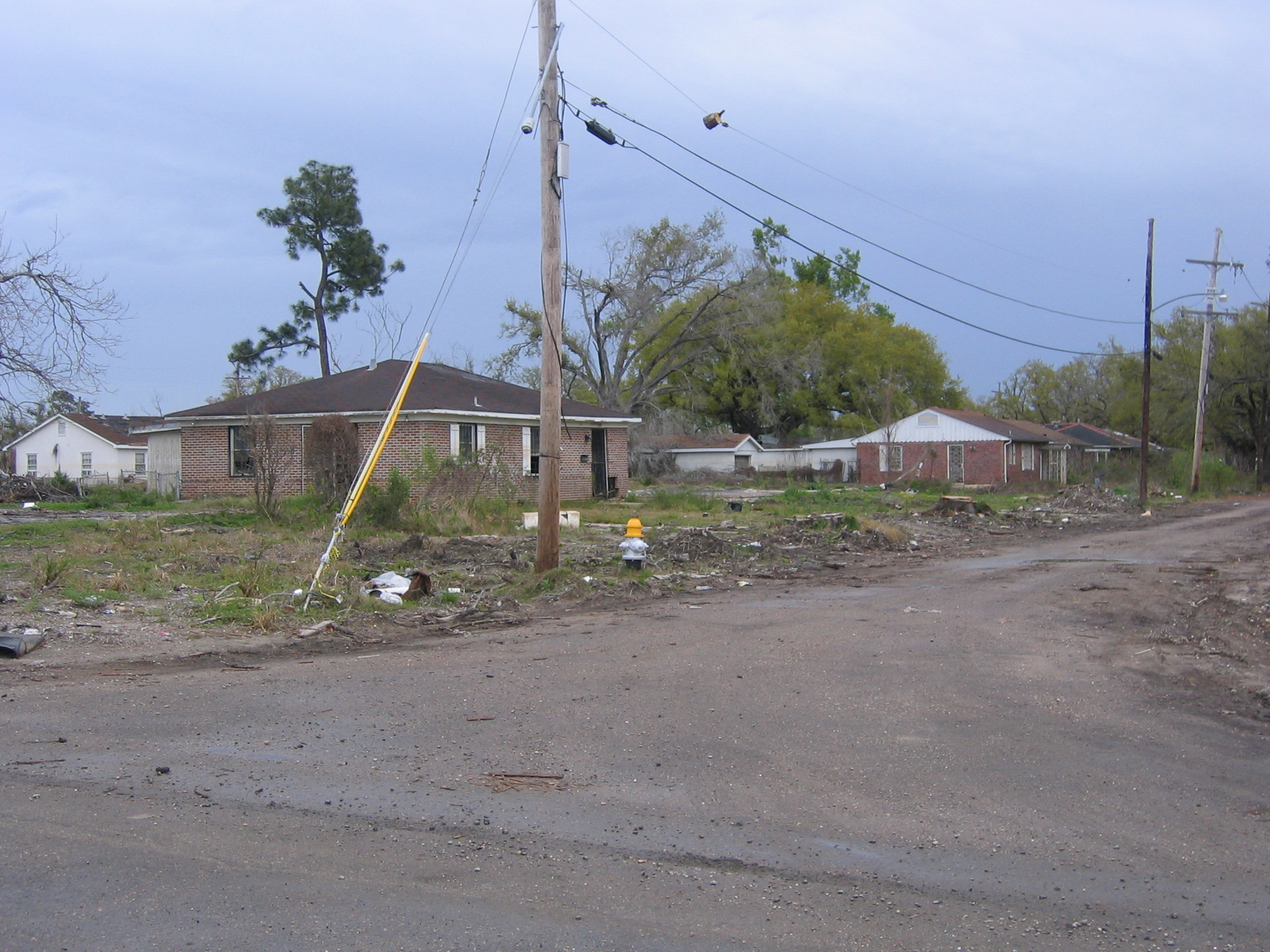
La misma esquina, Marcha, 2007

Cientos, si no miles, de habitantes de Nueva Orleans vivían en los pisos superiores de sus casas, en gran parte intactos, mientras se reparaban las escaleras dañadas por las inundaciones y, en el proceso, a menudo se les quitaba los postes de la pared.
El Cuerpo de Ingenieros del Ejército de los Estados Unidos estableció el "Programa de Techo Azul" para colocar lonas azules sobre los techos dañados. Las lonas evitaban la lluvia hasta que se pudieran realizar reparaciones más permanentes en el techo. Se vieron miles de lonas azules por toda la ciudad; sin embargo, una serie de restricciones oficiales significaron que algunos residentes no pudieron beneficiarse de este programa de recuperación. Asimismo, varios subcontratistas pagados por el Cuerpo sólo hicieron techos de un piso de pendiente baja "fáciles", eligiendo no volver a hacer techos más difíciles. Algunos habitantes de Nueva Orleans vivieron durante meses en casas con grandes huecos en los techos.[cita requerida] Entre los folletos populares en las estaciones de ayuda de la Cruz Roja había baldes de 5 galones, muchos de los cuales se utilizaron como recolectores de lluvia. Seis meses después de la tormenta, muchas de las lonas de techo azules colocadas apresuradamente estaban hechas jirones, dejando esas casas vulnerables nuevamente. Muchas personas no lograron obtener reparaciones permanentes del techo por razones tales como largas listas de espera para contratistas confiables y esperas para el pago del seguro.[cita requerida]

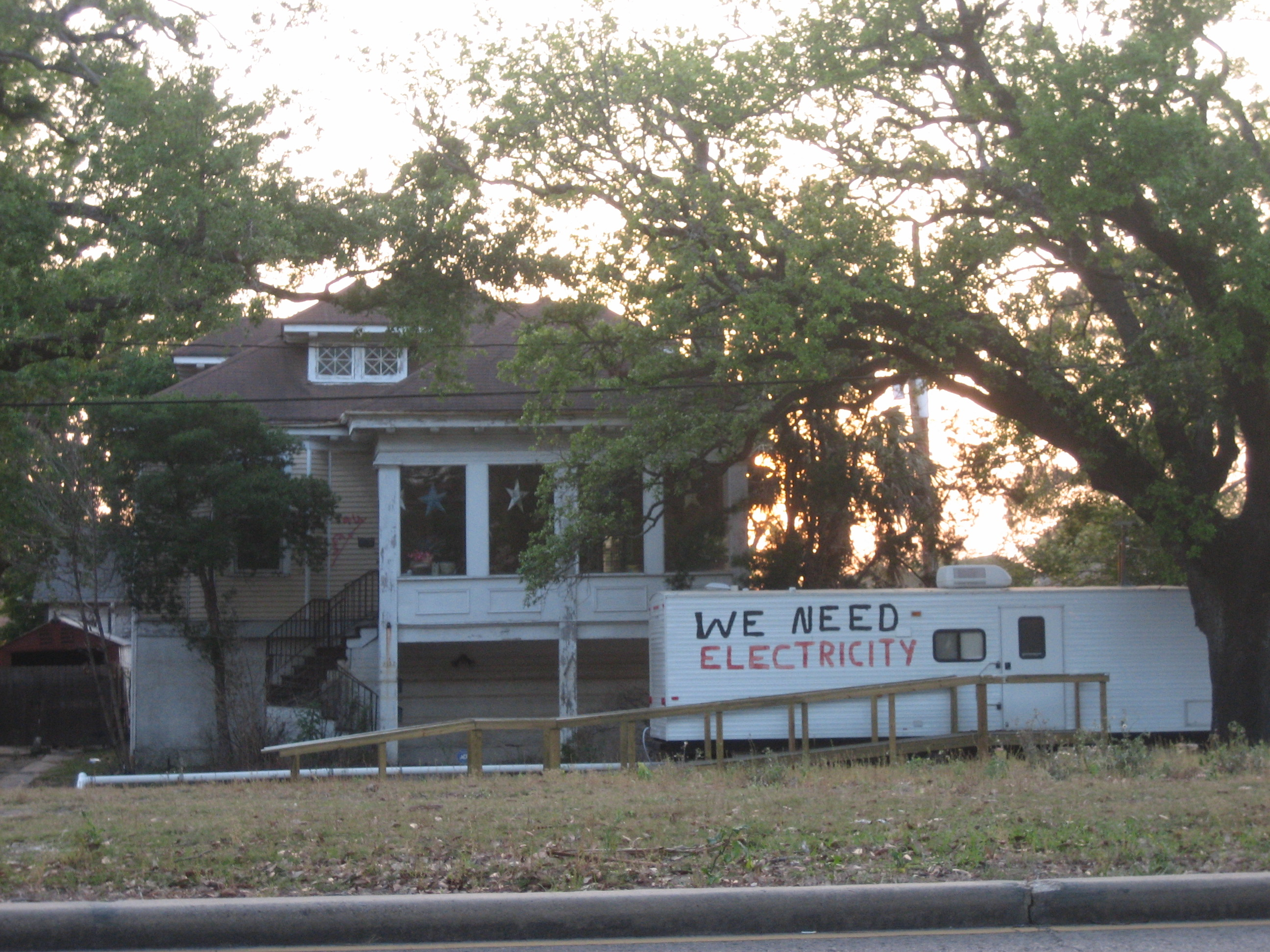
El remolque afuera de la casa anteriormente inundada en Broadmoor tiene una queja sobre la falta de electricidad pintada en el costado que dice "Necesitamos electricidad"; 3 de abril de 2006

Siete meses después de la tormenta, se entregaron dos tercios de los remolques solicitados por FEMA (diseñados para viviendas de emergencia a corto plazo inmediatamente después de un desastre). Muchos de estos remolques, sin embargo, no se podían ocupar o, si estaban ocupados, no funcionaban correctamente. Los retrasos de semanas o meses en la conexión de la electricidad y el agua a los remolques eran comunes y los problemas mecánicos y burocráticos impedían el uso de los remolques.[cita requerida]
En junio de 2006, el estado de Louisiana finalmente otorgó un contrato a DRC, Inc. de Mobile, Alabama para retirar miles de automóviles abandonados esparcidos por Nueva Orleans después del huracán Katrina.

### Circunstancias diferentes
La reconstrucción ha sido más fácil y rápida en las áreas menos dañadas por la tormenta, en su mayoría correspondientes a las partes de la ciudad desarrolladas antes de 1900. Estas áreas se construyeron en terrenos naturalmente más altos a lo largo del frente del río (como Old Carrollton, Uptown, Old Warehouse District, French Quarter, Old Marigny y Bywater), junto con áreas a lo largo de zonas elevadas (como Esplanade Ridge, Bayou St. John, Gentilly Ridge). La mayoría de estas áreas antiguas no sufrieron inundaciones o escaparon de inundaciones graves debido al diseño elevado de la arquitectura antigua que impedía que las aguas de la inundación ingresaran a los hogares. Otra área alta, gran parte de la cual escapó de graves inundaciones, fue el conjunto de desarrollos de Lago Shore entre Lago Pontchartrain y Robert E. Lee Boulevard, construido a un nivel más alto que el terreno cercano de dragado de mediados del siglo XX.
Debido a la dirección de la tormenta y al movimiento de la marejada ciclónica, la sección de Cisjordania de la ciudad, Argel, se salvó de las inundaciones y se convirtió en la primera parte de la ciudad en reabrirse oficialmente a los residentes.
En la vecina Jefferson Parish, las comunidades de Cisjordania se salvaron de manera similar de todos los daños causados por el viento (con algunos puntos de inundaciones menores generadas por la lluvia). En East Bank, mientras que partes de Metairie y otras comunidades de Jefferson experimentaron algunas inundaciones, debido a la falta de brechas en los diques, esto fue mucho menos severo que al otro lado de la línea Parish en Orleans (o la devastación del huracán de Fort Lauderdale de 1947 que inundó la mayor parte de Jefferson East Bank).
La reconstrucción de cada sección del área se ha abordado en el Informe Técnico Final de LACPR del Cuerpo de Ejército, que identifica las áreas que no deben reconstruirse y las áreas que los edificios deben elevarse. El Informe Técnico incluye ubicaciones de posibles nuevos diques; sugirió modificaciones de diques existentes; "Zonas de inundación"; "Profundidades de agua de menos de 14 pies, elevación de estructuras en el lugar"; "Profundidades de agua superiores a 14 pies, compra de estructuras"; "Zonas de velocidad"; y áreas de "Compra de estructuras" para cinco escenarios diferentes. El Cuerpo de Ingenieros presentó el informe al Congreso para su consideración, planificación y respuesta a mediados de 2009.
Un porcentaje mayor de residentes blancos regresó a sus hogares que los residentes negros. Esto se atribuyó a la falta de voluntad de los planificadores de reconstruir viviendas para personas de bajos ingresos. En septiembre de 2005, el Washington Post señaló que el excongresista republicano de 10 mandatos Richard H. Baker de Baton Rouge habría dicho a los cabilderos: "Finalmente limpiamos las viviendas públicas en Nueva Orleans. No pudimos hacerlo, pero Dios lo hizo", y criticó su falta de preocupación por los residentes de menores ingresos.
FLos trabajadores sociales de FEMA tenían la responsabilidad de ayudar a los evacuados a encontrar vivienda y empleo. Los trabajadores sociales tuvieron que ayudar a algunos antiguos residentes a darse cuenta de que regresar no era realista porque parte de la ciudad no se estaba reconstruyendo. Esto creó una diáspora ya que muchos evacuados deseaban regresar a Nueva Orleans pero no pudieron.
Grandes áreas de las viviendas públicas de la ciudad fueron objeto de demolición, lo que provocó protestas vocales de algunos, incluido el crítico de arquitectura Nicolai Ouroussoff.

### Residentes sin hogar
Un desafío al que se enfrentó Nueva Orleans fue la población sin hogar excepcionalmente grande creada por Katrina. El número de personas sin hogar que viven en Nueva Orleans se duplicó a 12.000 personas entre el huracán y mediados de 2007. Con una población posterior a Katrina de 300.000 personas, esto significaba que 1 de cada 25 personas estaban sin hogar, un número extremadamente alto y casi tres veces mayor que el de cualquier otra ciudad de EE. UU. La mayoría de las personas sin hogar que eran evacuados debido al incidente de Katrina que regresaron tuvieron rentas más altas o se salieron de las grietas del sistema federal que debía proporcionar viviendas temporales después del desastre. También hubo algunos trabajadores que fueron Nueva Orleans de otros estados por el auge de la reconstrucción posterior a Katrina, pero que posteriormente perdieron sus trabajos.
Para agravar este problema, el número de camas para personas sin hogar en la ciudad disminuyó de 2.800 antes de la tormenta a 2.000 en mayo de 2008.
El Departamento de Personas sin Hogar de la Corporación de Asistencia Legal de Nueva Orleans trabajó horas extras en enero de 2009 y reevaluó la tasa de personas sin hogar. Descubrieron que la población sin hogar después de Katrina disminuyó en un 64% desde la última encuesta dos años antes.

### Organizaciones comunitarias y de vecindario
Las organizaciones vecinales y comunitarias desempeñaron un papel importante en el esfuerzo de reconstrucción después de Katrina. Las asociaciones de vecinos y los líderes residentes de las comunidades de toda la ciudad establecieron una red de intercambio de información llamada Neighborhoods Partnership Network (NPN) donde compartieron las lecciones aprendidas a través del proceso de reconstrucción, así como información sobre las próximas reuniones importantes de planificación de la ciudad o del vecindario, recursos (sobre voluntarios, herramientas, programas y procesos de solicitud, etc.), y llamadas y ofertas de ayuda y colaboración. Los miembros de la red compartieron información y recursos identificados a través de la red con sus propias comunidades y vecinos. Al principio, los miembros también utilizaron la NPN como una forma de identificar y señalar colectivamente los problemas y las prioridades colectivas a los funcionarios y agencias del gobierno local y proponer posibles soluciones. La red finalmente estableció un periódico, The Trumpet, que se distribuyó localmente para difundir información, destacar y celebrar el progreso y facilitar conexiones para la colaboración.

## Negocios
Los bares fueron los primeros negocios en reabrir en muchas áreas; dos permanecieron abiertos en el Barrio Francés incluso durante lo peor de la tormenta y la evacuación oficial obligatoria. La mayoría de los demás negocios, como gasolineras, tiendas de electrodomésticos y supermercados, siguieron algo más tarde, ya que requerían más trabajo antes de poder reabrir. Tres meses después de la tormenta, la mayoría de los restaurantes abiertos servían comida y bebida en platos y vasos desechables debido a la escasez de lavavajillas. A pesar de que muchos restaurantes ofrecían salarios que duplicaban los niveles anteriores al Katrina para los lavaplatos, hubo pocos compradores, ya que los trabajadores no capacitados pudieron ganar más dinero en las industrias relacionadas con la demolición y la reconstrucción. Diez meses después, las cosas habían mejorado, aunque todavía había escasez de mano de obra en muchas industrias de servicios.
Algunas de las pocas empresas que hicieron negocios significativamente mejores después de Katrina fueron los concesionarios de automóviles nuevos. Las inundaciones totalizaron aproximadamente 200,000 vehículos en el área metropolitana de Nueva Orleans, y los concesionarios que pudieron realizar envíos de automóviles nuevos rápidamente encontraron clientes. Después de que los reporteros locales encontraron un concesionario de autos usados que vendía autos inundados parcialmente limpios con motores restaurados pero los baúles aún empapados, la legislatura estatal aprobó rápidamente una legislación que ordenaba que los autos declarados totalizados deben ser desmantelados, aplastados o desechados de otra manera y no pueden revenderse.
El vicegobernador Mitch Landrieu (quien más tarde se convirtió en alcalde de Nueva Orleans) declaró que Luisiana albergaba el alma de Estados Unidos y que su reactivación era de suma importancia. A medida que Nueva Orleans comenzó a "revivir" sus negocios locales, el restablecimiento de los restaurantes de la ciudad, en particular los restaurantes familiares, recibió un ferviente apoyo local y nacional.La cocina de Nueva Orleans ha mantenido en gran medida su distinción cultural, uniendo a sus ciudadanos con las raíces criollas de la ciudad. Mucho antes del huracán Katrina, la comida 'local' en Nueva Orleans representaba un marco para discutir el binario racial de Estados Unidos, un paradigma al que la ciudad generalmente ha intentado resistir. Por lo tanto, incluso si la raza impidió que una parte de los habitantes de Nueva Orleans "[reconocieran] que, de hecho, comparten una cultura", la cultura se reconoció como "algo compartido alrededor del cual los residentes de la ciudad podrían unirse" durante una ardua reconstrucción. Al enfatizar la restauración no solo de la capital económica sino también cultural de Nueva Orleans, la ciudad produjo el beneficio adicional de un capital social revitalizado.

## Turismo y eventos
La American Library Association celebró su convención anual en Nueva Orleans en junio de 2006; los 18,000 asistentes estimados representaron la primera convención de la ciudad en Nueva Orleans desde el huracán Katrina. La Asociación Nacional de Agentes Inmobiliarios también celebró su convención anual en Nueva Orleans y trajo 30.000 asistentes a la ciudad en noviembre de 2006. La convención de tecnología de la información sanitaria de HIMSS y la convención del Colegio Americano de Cardiología, ambas celebradas en la primavera de 2007, tuvieron cada una más de 24.000 asistentes. El Essence Music Festival regresó a Crescent City en julio de 2007 después de ser desplazado a Houston en 2006. Varias guías de viajes nacionales han incluido una vez más a Nueva Orleans como uno de los cinco mejores lugares para visitar en el país.
El Bayou Classic, el juego de fútbol tradicional entre Southern University y Grambling State University, regresó en noviembre de 2006 después de ser desplazado a Houston para su juego de 2005. La Liga Nacional de Fútbol Americano se comprometió con la ciudad con el regreso de los New Orleans Saints, tras las especulaciones sobre un traslado a San Antonio o Los Ángeles. La Asociación Nacional de Baloncesto se ha comprometido con el regreso de los New Orleans Hornets, que jugaron tanto en Nueva Orleans como en Oklahoma City, en las temporadas 2005-06 y 2006-07, regresando completamente para la temporada 2007-08. (Oklahoma City se convirtió en miembro permanente de la NBA en la temporada 2007-08). A Nueva Orleans se le otorgó el NBA All Star Game 2008, que generalmente genera millones de dólares en ingresos para la ciudad anfitriona. La Universidad de Tulane fue sede de la primera y segunda rondas del Campeonato de baloncesto de la División I masculina de la NCAA 2007.
Desde entonces, el Superdomo ha sido sede de varios juegos de fútbol americano universitario y un Super Bowl. El New Orleans Bowl se reanudó en diciembre de 2006, y el Sugar Bowl y el Juego de Campeonato Nacional BCS 2008 tuvieron lugar en enero de 2008. Nueva Orleans fue sede del Super Bowl en 2013 por primera vez desde el huracán Katrina. En febrero de 2010, los New Orleans Saints ganaron el Super Bowl XLIV.
A mediados de marzo de 2007, un grupo local de inversores comenzó a realizar un estudio para ver si la ciudad podía apoyar a un equipo de la Major League Soccer.
Los principales eventos de temporada como el Mardi Gras de Nueva Orleans y el Jazz and Heritage Festival nunca fueron desplazados, ocurriendo en otras épocas del año.

### Acusación de corrupción
- Study: U.S. double-billed for Katrina work, AP, 4 de mayo de 2006
- Alimentó Inspectores: Katrina Contrae Despilfarra, AP, 20 de abril de 2006
- Las capas múltiples De Contratistas Conducen Arriba Costados de Katrina Cleanup, Correo de Washington, 20 de marzo de 2006
- Lobbyists Aconseja Katrina Alivio, LA Tiempo, 10 de octubre de 2005
- No-Pujar los contratos Ganan Katrina Trabajo Archivado el 15 de marzo de 2018 en Wayback Machine., Wall Street Journal, 12 de septiembre de 2005
- Destrucción de Alojamiento Público, 3 de diciembre de 2007

- Datos: Q16251711